# Celypha aurofasciana
Celypha aurofasciana là một loài bướm đêm trong họ Tortricidae. Nó là loài bản địa của châu Âu but occurs in some other places as an loài di thực.
Sải cánh dài 12–14 mm. Con trưởng thành bay từ tháng 6 đến tháng 7.
Sâu bướm feed in a silken gallery amongst rêu và rêu tản on tree trunks. Recorded as food plants are mosses, nhưng chúng cũng bị nghi ngờ ăn gỗ mục.

## Synonyms
Obsolete names (junior synonyms và others) of this species are:
- Celypha paleana Caradja, 1916
- Cymolomia latifasciana (Haworth, 1811)
- Grapholitha dormoyana Duponchel in Godart, 1835
- Loxoterma latifasciana var. paleana Caradja, 1916
- Olethreutes aurofascianus (lapsus)
- Tortrix aurofasciana Haworth, 1811
- Tortrix latifasciana Haworth, 1811
- Tortrix venustana Frölich, 1828

## Hình ảnh

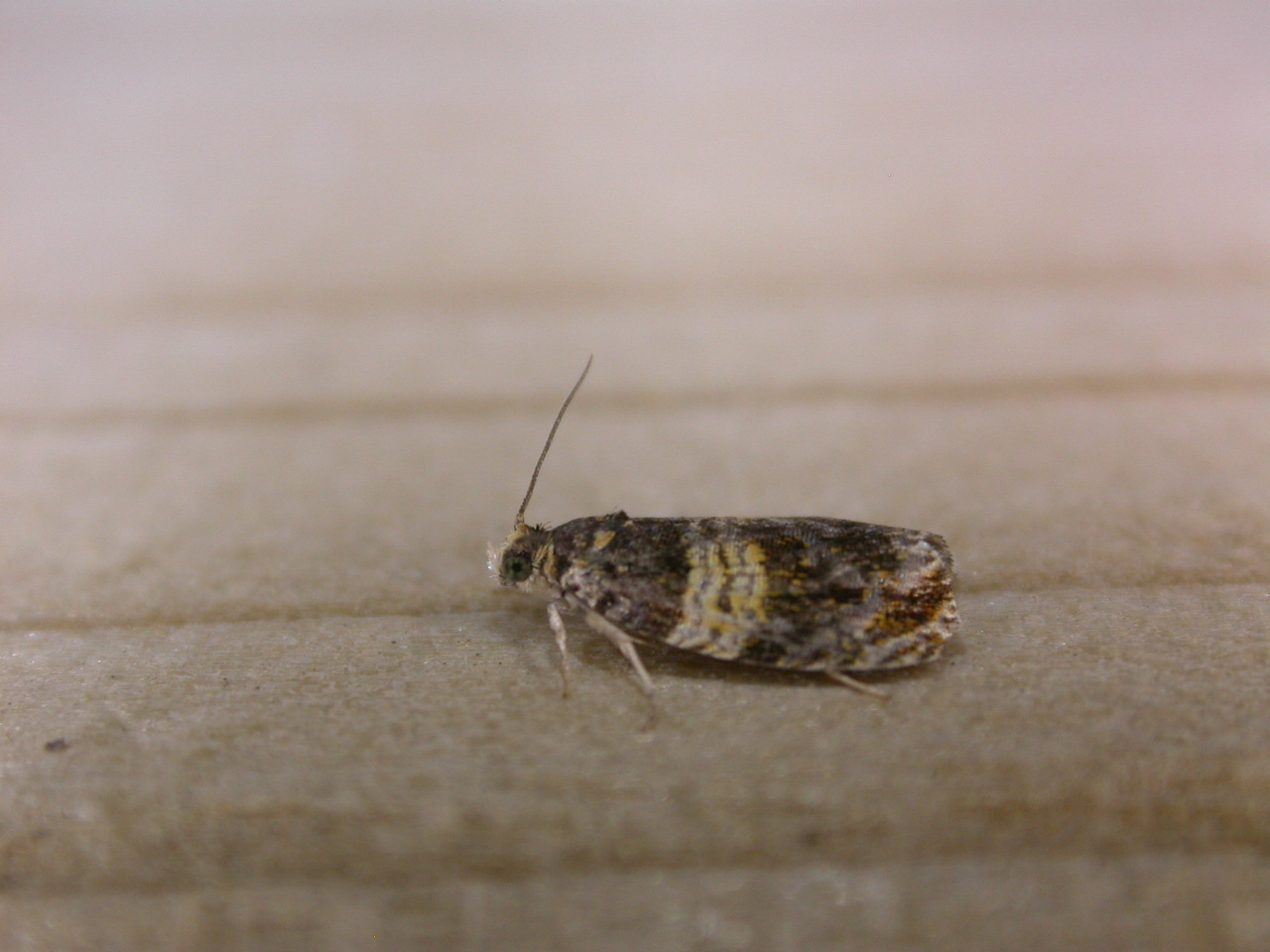
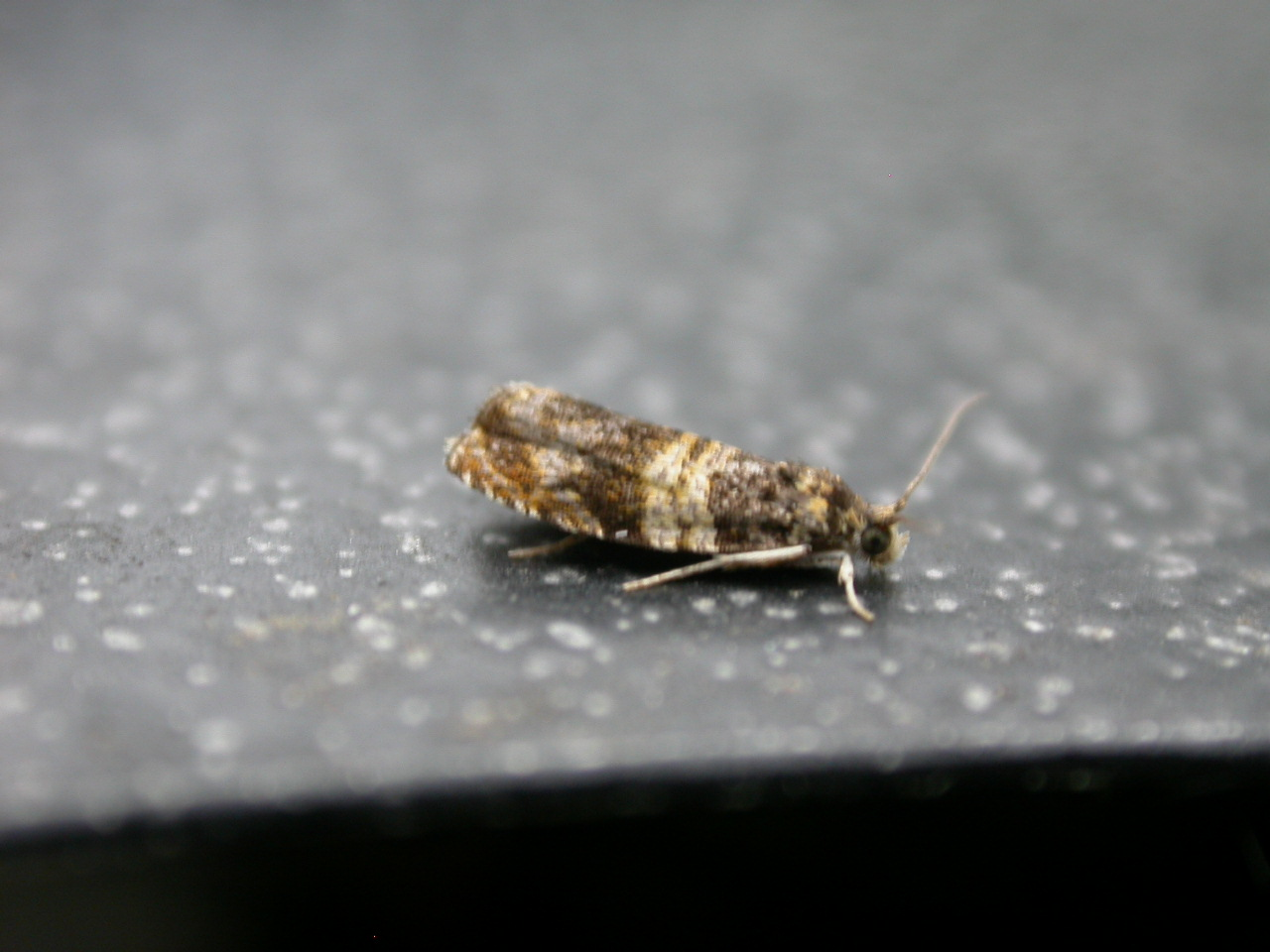